# مضيق جيرلاش

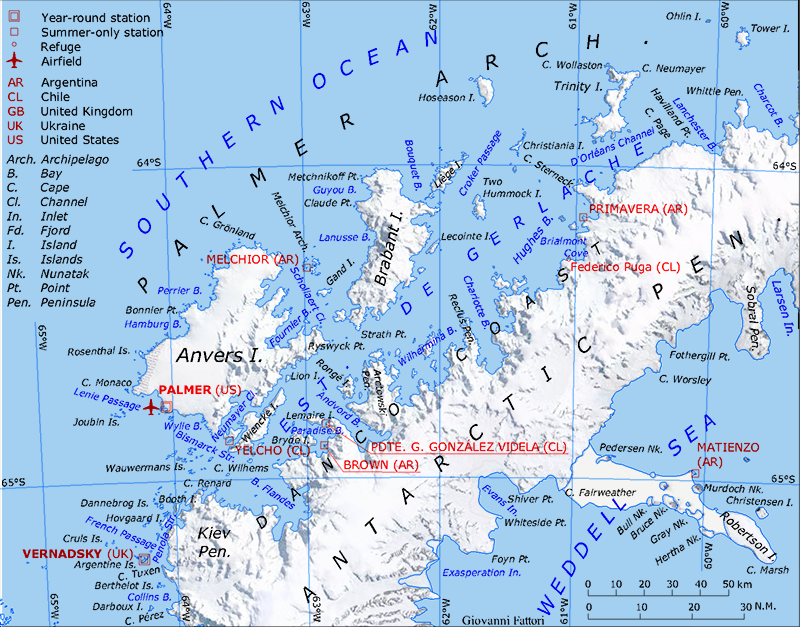
خريطة منطقة مضيق جيرلاش ، قاعدة رسم الخرائط: قاعدة بيانات أنتاركتيكا الرقمية www.add.scar.org/

مضيق جيرلاش (بالفرنسية: de Gerlache Strait ، ويسمى أيضا مضيق بلجيكا) قناة / مضيق يفصل أرخبيل بالمر عن شبه جزيرة أنتاركتيكا . قامت البعثة البلجيكية للقارة القطبية الجنوبية بقيادة الملازم أدريان دي جيرلاش باستكشاف المضيق في يناير وفبراير من عام 1898 ،وتمت تسميته على اسم السفينة «بلجيكا» التي كانت اسم سفينة البعثة البلجيكية . تم تغيير الاسم لاحقا إلى مضيق جيرلاش تكريما لقائد البعثة نفسه أدريان دي جيرلاش.

## الجيولوجيا
يمكن التعرف على أربع مجموعات تكتونية في منطقة مضيق جيرلاش ، يحدها مجموعتين من الصدوع التي تعود للعصر الثالث ، تشمل الصدوع الطولية على صدع نيوماير الواقع على المحور الجنوبي الغربي و المحور الشمالي الشرقي والذي يمتد من قناة بيلتير مرورا بجزيرة وينكي صعودا وهو شبيه بصدع جيرلاش.
أما صدع فورنيه الواقع على المحور الجنوبي-الغربي والمحور الشمالي-الشرقي فيمتد بشكل موازي لصدع جيرلاش ويمر عبر جزيرة أنفيرس. بينما تمتد الصدوع العرضية على المحور الشرقي-الغربي والمحور الجنوبي-الشرقي - الشمالي الغربي عبر جزيرة وينكي وجزيرة برابانت وهي تشمل على صدوع قناة شولارت.
تحتوي منطقة مضيق جيرلاش على المجموعات التكتونية الأربعة التالية:
- مجموعة ساحل دانكو الصخرية التي تمتد من خليج ويليمز حتى خليج ويلهيلمينا.
- مجموعة جزيرة برابانت الصخرية التي تحيط بالجزيرة نفسها من جهة الجنوب.
- مجموعة قناة نيوماير الصخرية المحاطة بصدع نيوماير وصدع فورنيه.
- مجموعة جزر أنفيرس الصخرية وتشمل على جزيرة أنفيرس في المنطقة الشمالية الغربية وجزر ميلشيور.

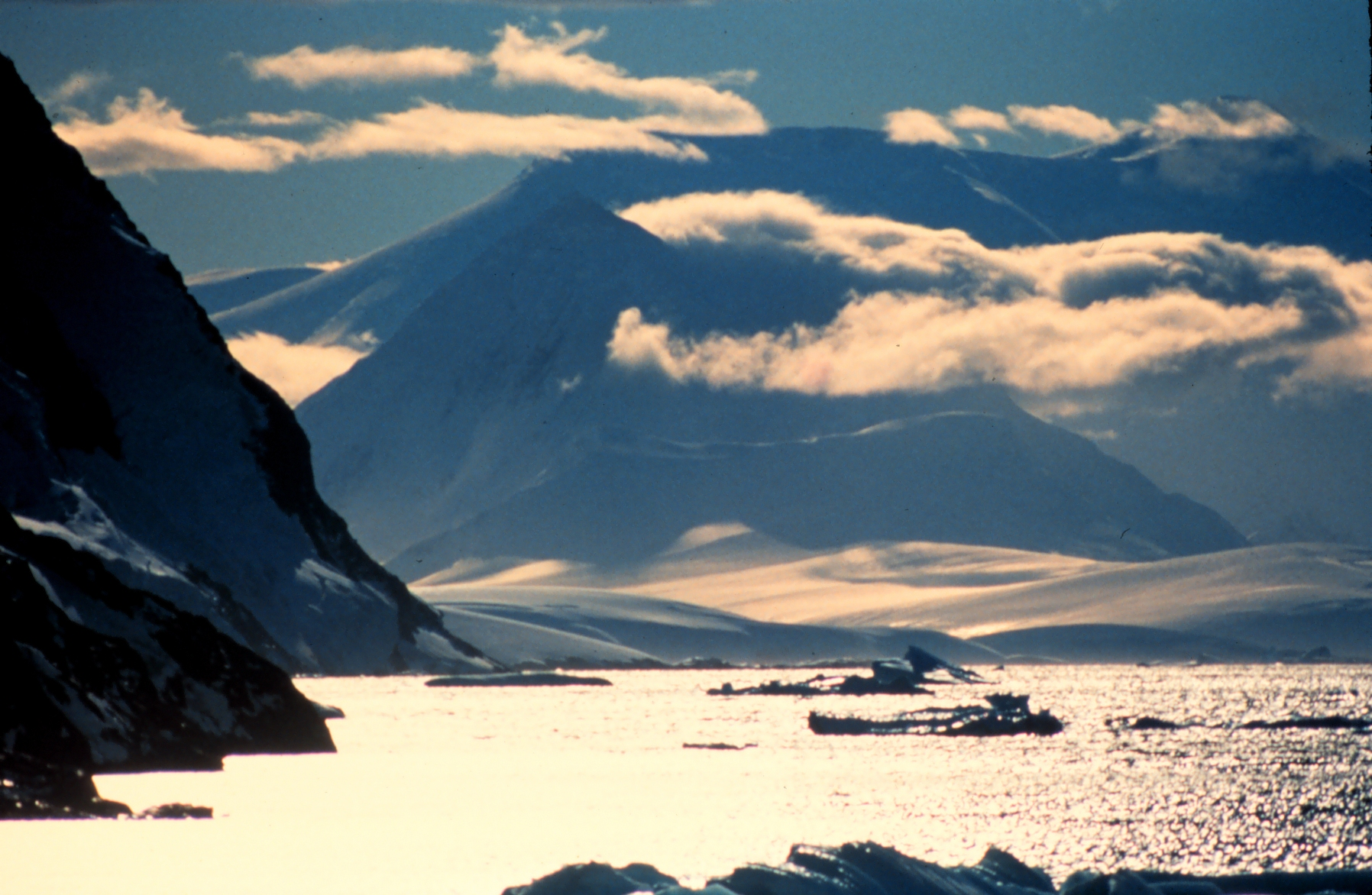
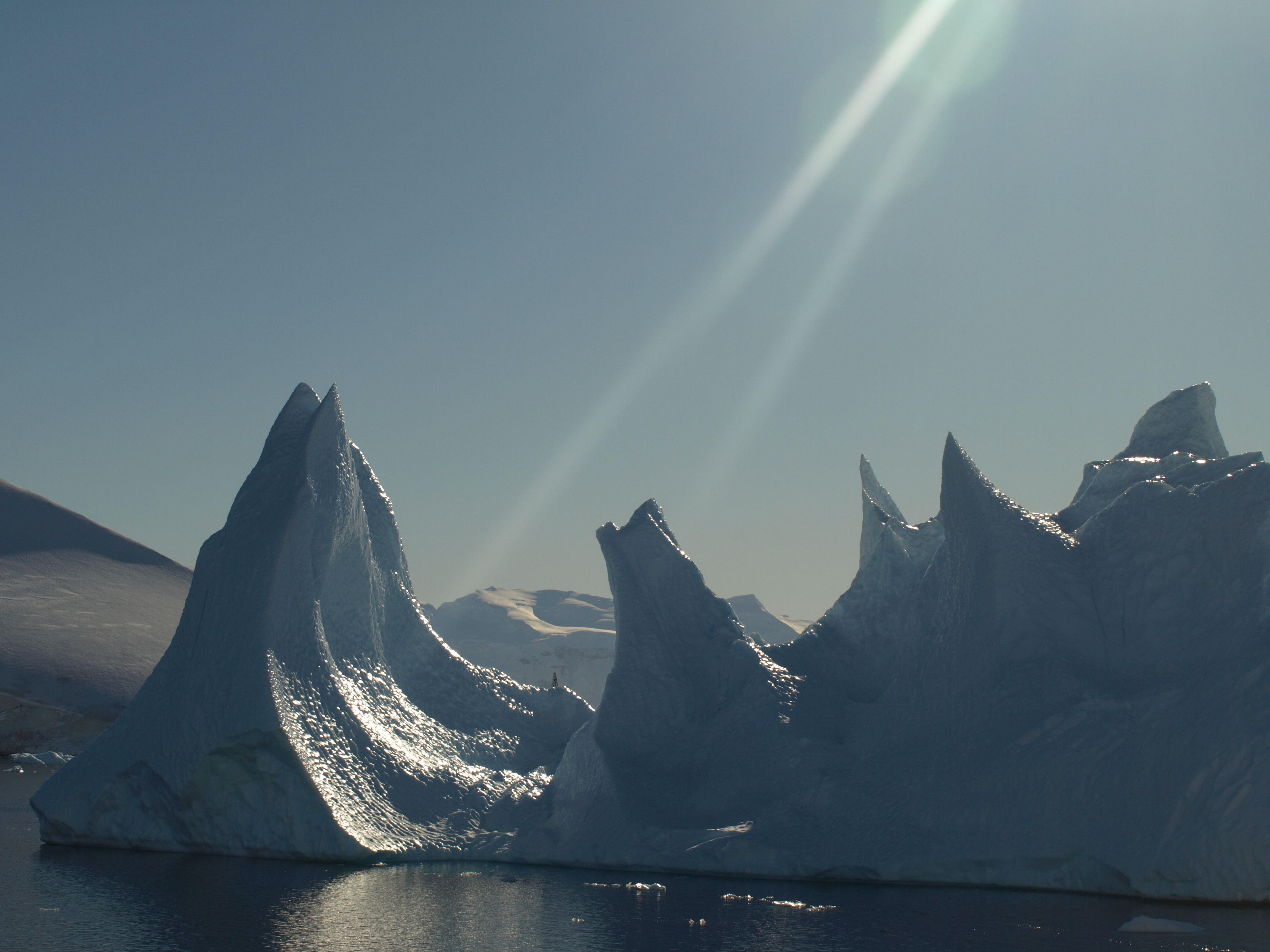
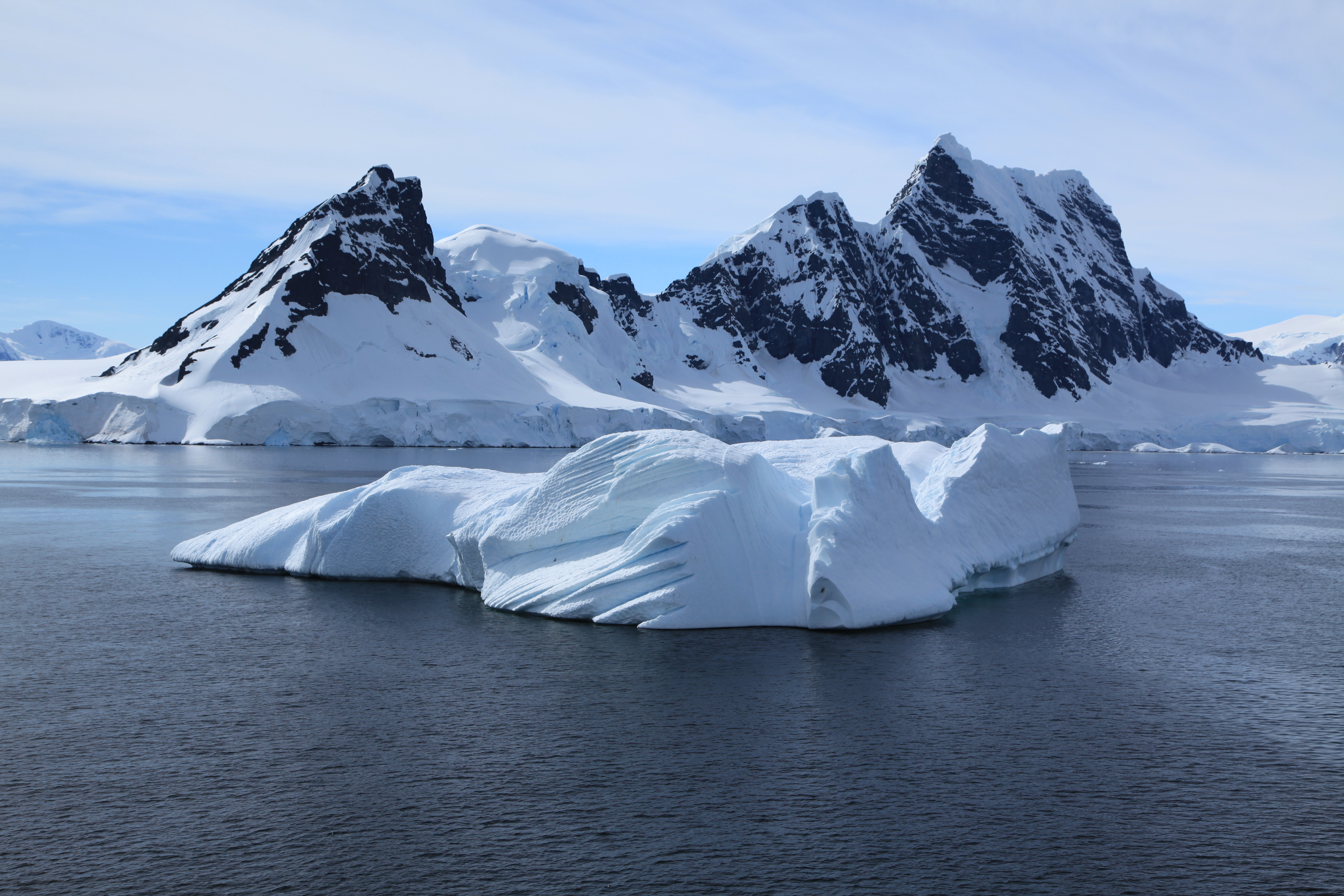